# Östbaltisk ras

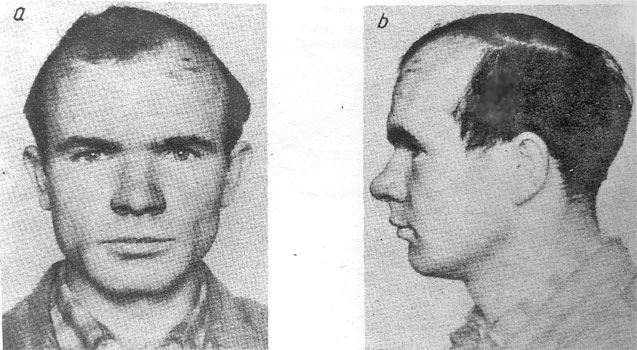
En polack som ansågs höra till den östbaltiska rasen, från Universitetet i Łódź antropologiska fakultet, 1973.

Östbaltisk ras var enligt den gamla rasbiologin en gren inom den kaukasoida eller vita rasen som uppkom i början av 1900-talet. Benämningen är numer föråldrad, då indelningen i människoraser inte överensstämmer med nyare forskning, och kan uppfattas som rasistisk, därför bör benämningen idag ses som en ideologisk företeelse.
Den östbaltiska rasen skulle varit allmänt förekommande i delar av Finland, Baltikum och Östeuropa.

## Karakteristika
Fenotypen ansågs karakteriseras av blont eller ljusbrunt hår och blå eller grå ögon. Ansiktsdragen var ofta breda samt en kort och bred näsa. Huden var oftast ljust pigmenterad. Den östbaltiska rasen ansågs ha varierande kroppsbyggnad. Detta har idag förkastats och kan uppfattas som rasistisk eftersom det grundar sig på rasbiologi, som idag anses vara pseudovetenskap. Modern forskning anser att människan är en genetiskt homogen art och att inga skarpa rasgränser existerar mellan olika folkgrupper.

## Historia

Finnar som Ripley (1899) ansåg tillhöra den östbaltiska rasen, i dennes nomenklatur kallad Baltic.

Begreppet östbaltiska rasen myntades av Rolf Nordenstreng i boken Finnarna som ras, folk och kulturbärare och utarbetades även med hjälp av Herman Lundborg och Frans Josua Linders.
Denna typ av rastänkande sammanföll med koloniseringen av Norrland, och enligt rasbiologin så förekom det 3 huvudgrupper i norden, den nordiska rasen, den östbaltiska rasen och samer. Rasbiologiska institutet med chefen Herman Lundborg i spetsen, genomförde en rad rasbiologiska studier av populationen i norra Sverige. De kom senare med påståendet att hotet mot den nordiska rasen skulle komma från finnar och samer, som sades tillhöra en främmande kortskallig ras av mongolisk typ, som man senare benämnde som den östbaltiska.
Efter andra världskrigets slut så började rasbiologin som vetenskap att ifrågasättas och ansågs som pseudovetenskap. När Herman Lundborg gick i pension avslutades den rasbiologiska verksamheten, och dess teorier om människoraser förkastades.